# 高丽民主联邦共和国
高麗民主联邦共和国（朝鲜语：／），為朝鮮已故領導人、时任朝鲜劳动党总书记金日成於1980年10月10日朝鲜劳动党第六次代表大会上所作的中央委员会工作总结报告中提出的後的國名，以一个民族、一个国家、两种制度和两个政府为基础。

## 背景
金日成主張朝鮮国自主和平统一，並使用朝鮮半島歷史上第一個统一國家高麗國作為國號。

## 內容

### 1960年8月15日
- 在慶祝光復節活動中，金日成提出建立「最高民族委員會」，實行「以國家聯合形式的統一」，並有一個過渡期，雙方的政權均沒有改變。換句話說，就是在維持兩種制度的同時組建最高民族委員會。

### 1973年6月23日
- 提出「高麗聯邦共和國提案」（高麗民主共和國案）。
- 作為過渡時期，建議建立一個國家聯合政策，並建議朝韓互相承認並維持各自的制度，並組成「大民族會議」，繼而建立一個統一的國家。

### 1980年10月10日
- 提出了「在朝鮮半島建立民主主義聯邦共和國的提案」。 建議以「高麗」作為國號。
- 統一國家的形式是「聯邦制」的形式
- 朝鮮和韓國實行權利和義務平等的「地域自治制」。
- 統一國家的形式是聯邦制國家，其內容是維持現行制度不變。
- 「非同盟中立路線」為外交政策的基礎。
- 禁止外國軍隊駐紮和向外國軍隊提供軍事基地。
- 主張朝鮮半島「非核地帶化（無核化）」。
- 立法部門 ──「最高民族聯邦會議」（朝鮮和韓國立法者人數相等，海外朝鮮人人數適當）
- 行政政府 ──「聯邦常設委員會」（統一政府：掌握軍事指揮權和外交權，統率「民族聯合軍」），設「聯合主席（韩语：／）」（總統，韩语：／），採取「輪值制」形式共同管轄

### 1991年1月1日
- 通過新年致辭，再次提出「聯邦制」。

### 1997年8月4日
- 金正日发表了《切实贯彻伟大领袖金日成同志关于统一祖国的遗训》，将《建立高丽民主联邦共和国方案》与《统一祖国三项原则》《为统一祖国，实现全民族大团结的十大纲领》一起，定为“统一祖国的三大宪章”。[3]

### 2013年10月10日
- 朝鲜劳动党建党68周年纪念日之际，朝鲜劳动党机关报《劳动新闻》登载文章，强调联邦制度才是最光明正大的民族共同统一方案。[4]

## 韓國反應
韓國政府從未接受或回應此方案，未曾對此方案進行探討。

## 後續
朝鮮勞動黨總書記金正恩於2023年12月的朝鲜劳动党第八届中央委员会第九次全体会议便發表談話涉及此立場，分別指出以下言論：
| “ | 1. 大韩民国把与基于一个民族、一个国家、两个制度的我们统一祖国路线形成鲜明对比的“吸收统一”、“体制统一”定为基本国策，和他们打交道，永远不能实现国家的统一。 2. 实际上，在所谓大韩民国宪法上公开写入了“朝鲜半岛及其附属岛屿属于大韩民国的领土”。 3. 北南关系再也不是同族关系、同质关系，而且完全固定为敌对的两个国家关系、战争中的两个交战国关系。 | ” |

朝鲜民主主义人民共和国於2024年1月15日透過第十四屆最高人民會議也發布此立場。朝鮮勞動黨總書記金正恩亦下令修改朝鮮憲法和宣傳方針，刪除「和平統一」、「三千里錦繡河山」，或將韓國人稱為「同胞」等說法。朝鮮勞動黨同時向朝鮮人民灌輸大韓民國是「外國」和「最敵對國家」的觀念，此構想自然也被徹底揚棄。